# Comuna Cervona Voloka, Luhînî
Cervona Voloka (în ucraineană Червоноволоцька сільська рада) este o comună în raionul Luhînî, regiunea Jîtomîr, Ucraina, formată din satele Bobrîci, Cervona Voloka (reședința), Krasnosilka și Voloșîne.

## Demografie
Componența lingvistică a comunei Cervona Voloka
     Ucraineană (99,17%)
     Alte limbi (0,64%)
Conform recensământului din 2001, majoritatea populației comunei Cervona Voloka era vorbitoare de ucraineană (99,17%), existând în minoritate și vorbitori de alte limbi.